# Lamikhal
Lamikhal (en népalais : लामिखाल) est un comité de développement villageois du Népal situé dans le district de Doti. Au recensement de 2011, il comptait 4 294 habitants.